# Lorenzo Richelmy
Lorenzo Richelmy (ur. 25 marca 1990 r. w La Spezia) – włoski aktor filmowy, teatralny i telewizyjny.

## Życiorys
Gdy miał cztery lata wraz z rodziną przeniósł się do Rzymu, gdzie ukończył Liceo Tasso. W wieku czterech lat wystąpił wraz z matką na scenie. Mając 8 lat zagrał w spektaklu z epoki wiktoriańskiej Gran Sasso mruga do Frejus (Il Gran Sasso strizza l’occhio al Frejus). Później przez dwa sezony (1999-2000) grał w sztuce Wujek Mario (Zio Mario) w reżyserii Mario Prosperi’ego w Teatro Politecnico w Rzymie.
W 2002 wziął udział w filmie Niedzielny obiad (Il pranzo della domenica), ale sława przyszła wraz z rolą Cesare Schifani w serialu Licealiści (I Liceali, 2007). Dwa lata później, pod koniec kręcenia drugiego sezonu serialu Licealiści 2 (I Liceali 2, 2008) został przyjęty do Centro Sperimentale di Cinematografia w Cinecittà. Później występował w licznych filmach krótkometrażowych i sztukach teatralnych, a także serii internetowej Alessandro Guidy Alice nie wie (...Alice non lo sa!, 2010).

## Wybrana filmografia

### Filmy fabularne
- 2002: Niedzielny obiad (Il pranzo della domenica)
- 2010: Alicja nie wie (...Alice non lo sa!) jako Sandro
- 2011: 100 metrów od raju (100 metri dal Paradiso) jako Tommaso
- 2012: Fat Cat jako Burro
- 2013: Trzeci raz (Il terzo tempo) jako Samuel
- 2014: Pod szczęśliwą gwiazdą (Sotto una buona stella) jako Niccolò Picchioni
- 2014: Una Ferrari per due

### Seriale TV
- 2007: Licealiści (I Liceali) jako Cesare Schifani
- 2008: Licealiści 2 (I Liceali 2) jako Cesare Schifani
- 2011: Sposami
- 2012: Kubrick, historia porno (Kubrik – Una Storia Porno) jako Dante
- 2013: Talent High School – Il sogno di Sofia
- 2013: Prawdziwa historia rodu Borgiów (Borgia) jako Sidonius Grimani
- 2014: Marco Polo jako Marco Polo

### Filmy krótkometrażowe
- 2011: Tiro a vuoto jako Ivan
- 2013: 99899 jako Fabio
- 2013: LARPers-to Protect and Play jako Marco
- 2014: Knockout jako Lorenzo